# Simon Terodde
Simon Terodde (Bocholt, Alemania Federal, 2 de marzo de 1988) es un exfutbolista alemán que jugaba en la posición de delantero.

## Trayectoria
Equipos donde ha jugado Simon Terodde a lo largo de su carrera.

### MSV Duisburgo
Jugando para el MSV Duisburgo, Terodde fue el máximo goleador de la Bundesliga Oeste sub-19 en la temporada 2006-07, anotando 21 goles. Su primera aparición profesional con Duisburg fue contra el FC Ingolstadt 04 en la 2. Bundesliga el 19 de octubre de 2008.
En enero de 2009, acordó una extensión de contrato hasta 2010 antes de unirse a Fortuna Düsseldorf de la 3. Liga en calidad de préstamo para la segunda mitad de la temporada 2008-09.

### 1. FC Köln
Después de siete años, Terodde dejó Duisburg y firmó un contrato de dos años con el F. C. Colonia, donde jugó principalmente para el equipo de reserva. En el verano de 2011 se incorporó cedido al Unión Berlín.

### Unión Berlín
En abril de 2012, completó la transferencia a Unión Berlín de forma permanente y acordó un contrato hasta 2015.

### VfL Bochum
En 2014, Terodde fichó por VfL Bochum. Fue el máximo goleador de la 2. Bundesliga en su segunda temporada con 25 goles en 33 partidos, incluido un hat-trick en el 1. FC Heidenheim en la última jornada en la victoria por 4-2.

### VfB Stuttgart
En junio de 2016, Terodde se mudó a VfB Stuttgart. Volvió a ser el máximo goleador de la 2. Bundesliga 2016-17 (25 goles en 32 partidos) y el equipo fue ascendido a campeón. El 6 de noviembre de 2016, marcó un triplete en la victoria por 3-1 sobre el Arminia Bielefeld en el Mercedes-Benz Arena.
En mayo de 2017, Terodde firmó un nuevo contrato de dos años con opción a una temporada más.

### Regresar a Köln
El 20 de diciembre de 2017, se anunció que Terodde volvería al ex club 1. FC Köln a partir del 1 de enero de 2018. Firmó un contrato hasta el 30 de junio de 2021. Marcó tres goles en sus dos primeros partidos , finalmente terminó con cinco en 15 cuando el equipo descendió en el último lugar.
Marcó cuatro goles el 19 de agosto de 2018, cuando el Köln remontó para ganar por 9-1 al Berliner FC Dynamo en la primera ronda de la copa. El 28 de septiembre de 2018 anotó su gol número 100 en la 2.Bundesliga en la victoria por 1-3 contra el Arminia Bielefeld. Marcó un total de 29 2. goles en la Bundesliga en la temporada 2018-19 y ganó su tercer 2. título de máximo goleador de la Bundesliga.

### Hamburgo S. V.
En agosto de 2020, se anunció que Terodde volvería al segundo nivel y se uniría al Hamburgo S. V. en una transferencia gratuita, firmando un contrato de un año. Con dos dobletes en los dos primeros partidos, sustituyó a Sven Demandt (121) como máximo goleador en la división 2. Bundesliga, que se juega desde 1981, con 122 goles. En la lista de máximos goleadores de la 2. Bundesliga, que se juega desde 1974, Terodde es tercero detrás de Dieter Schatzschneider (154) y Karl-Heinz Mödrath (151). 

### Schalke 04
El 2 de mayo de 2021 acordó unirse al relegado FC Schalke 04 de la 2. Bundesliga en una transferencia gratuita para la temporada 2021-22 con una opción por un año más.

## Estadísticas

### Clubes
La siguiente tabla detalla los encuentros disputados y los goles marcados por Terodde en los clubes en los que ha militado.
| Club                             | Temporada      | Div.           | Liga  | Liga  | Liga   | Copa  | Copa  | Copa   | Internacional | Internacional | Internacional | Total | Total | Total  |
| Club                             | Temporada      | Div.           | Part. | Goles | Asist. | Part. | Goles | Asist. | Part.         | Goles         | Asist.        | Part. | Goles | Asist. |
| -------------------------------- | -------------- | -------------- | ----- | ----- | ------ | ----- | ----- | ------ | ------------- | ------------- | ------------- | ----- | ----- | ------ |
| M.S.V Duisburgo II Alemania      | 2007-08        | 2.ª            | 7     | 5     | 0      | 0     | 0     | 0      | 0             | 0             | 0             | 7     | 5     | 0      |
| M.S.V Duisburgo II Alemania      | 2008-09        | 2.ª            | 13    | 7     | 0      | 0     | 0     | 0      | 0             | 0             | 0             | 13    | 7     | 0      |
| M.S.V Duisburgo II Alemania      | Total club     | Total club     | 20    | 12    | 0      | 0     | 0     | 0      | 0             | 0             | 0             | 20    | 12    | 0      |
| 'M.S.V Duisburgo' Alemania       | 2008-09        | 2.ª            | 2     | 0     | 0      | 0     | 0     | 0      | 0             | 0             | 0             | 0     | 0     | 0      |
| 'M.S.V Duisburgo' Alemania       | Total club     | Total club     | 2     | 0     | 0      | 0     | 0     | 0      | 0             | 0             | 0             | 0     | 0     | 0      |
| 'Fortuna Dusseldorf II' Alemania | 2008-09        | 2.ª            | 1     | 0     | 0      | 0     | 0     | 0      | 0             | 0             | 0             | 1     | 0     | 0      |
| 'Fortuna Dusseldorf II' Alemania | Total club     | Total club     | 1     | 0     | 0      | 0     | 0     | 0      | 0             | 0             | 0             | 1     | 0     | 0      |
| Fortuna Dusseldorf Alemania      | 2008-09        | 2.ª            | 8     | 1     | 1      | 0     | 0     | 0      | 0             | 0             | 0             | 8     | 1     | 1      |
| Fortuna Dusseldorf Alemania      | Total club     | Total club     | 8     | 1     | 1      | 0     | 0     | 0      | 0             | 0             | 0             | 8     | 1     | 1      |
| F.C. Colonia II Alemania         | 2009-10        | 2.ª            | 31    | 8     | 4      | 0     | 0     | 0      | 0             | 0             | 0             | 31    | 8     | 4      |
| F.C. Colonia II Alemania         | 2010-11        | 2.ª            | 21    | 12    | 9      | 0     | 0     | 0      | 0             | 0             | 0             | 21    | 12    | 9      |
| F.C. Colonia II Alemania         | Total club     | Total club     | 52    | 20    | 13     | 0     | 0     | 0      | 0             | 0             | 0             | 52    | 20    | 13     |
| F.C. Colonia Alemania            | 2010-11        | 1.ª            | 5     | 0     | 0      | 2     | 1     | 0      | 0             | 0             | 0             | 7     | 1     | 0      |
| F.C. Colonia Alemania            | Total 1º Etapa | Total 1º Etapa | 5     | 0     | 0      | 2     | 1     | 0      | 0             | 0             | 0             | 7     | 1     | 0      |
| 'F.C. Unión Berlín' Alemania     | 2011-12        | 2.ª            | 27    | 8     | 1      | 1     | 1     | 0      | 0             | 0             | 0             | 28    | 9     | 1      |
| 'F.C. Unión Berlín' Alemania     | 2012-13        | 2.ª            | 33    | 10    | 5      | 2     | 1     | 0      | 0             | 0             | 0             | 35    | 11    | 5      |
| 'F.C. Unión Berlín' Alemania     | 2013-14        | 2.ª            | 27    | 5     | 3      | 3     | 0     | 1      | 0             | 0             | 0             | 30    | 5     | 4      |
| 'F.C. Unión Berlín' Alemania     | Total club     | Total club     | 87    | 23    | 12     | 6     | 2     | 1      | 0             | 0             | 0             | 93    | 25    | 13     |
| VfL Bochum Alemania              | 2014-15        | 2.ª            | 33    | 16    | 6      | 2     | 3     | 0      | 0             | 0             | 0             | 35    | 19    | 6      |
| VfL Bochum Alemania              | 2015-16        | 2.ª            | 33    | 25    | 8      | 4     | 3     | 0      | 0             | 0             | 0             | 37    | 28    | 8      |
| VfL Bochum Alemania              | Total club     | Total club     | 66    | 41    | 14     | 6     | 6     | 0      | 0             | 0             | 0             | 69    | 47    | 14     |
| VfB Stuttgart Alemania           | 2016-17        | 2.ª            | 32    | 25    | 6      | 1     | 0     | 0      | 0             | 0             | 0             | 33    | 25    | 6      |
| VfB Stuttgart Alemania           | 2017-18        | 1.ª            | 15    | 2     | 1      | 2     | 1     | 1      | 0             | 0             | 0             | 17    | 3     | 2      |
| VfB Stuttgart Alemania           | Total club     | Total club     | 47    | 27    | 7      | 3     | 1     | 1      | 0             | 0             | 0             | 50    | 28    | 8      |
| F.C. Colonia Alemania            | 2017-18        | 1.ª            | 15    | 5     | 1      | 0     | 0     | 0      | 0             | 0             | 0             | 15    | 5     | 1      |
| F.C. Colonia Alemania            | 2018-19        | 2.ª            | 33    | 29    | 7      | 2     | 4     | 0      | 0             | 0             | 0             | 35    | 33    | 7      |
| F.C. Colonia Alemania            | 2019-20        | 1.ª            | 10    | 3     | 0      | 2     | 1     | 0      | 0             | 0             | 0             | 12    | 4     | 0      |
| F.C. Colonia Alemania            | Total club     | Total club     | 63    | 38    | 8      | 6     | 6     | 0      | 0             | 0             | 0             | 69    | 43    | 8      |
| Hamburgo S.V. Alemania           | 2020-21        | 2.ª            | 33    | 24    | 5      | 1     | 0     | 0      | 0             | 0             | 0             | 34    | 24    | 5      |
| Hamburgo S.V. Alemania           | Total club     | Total club     | 33    | 24    | 5      | 1     | 0     | 0      | 0             | 0             | 0             | 34    | 24    | 5      |
| 'F.C. Schalke 04' Alemania       | 2021-22        | 2.ª            | 17    | 15    | 3      | 2     | 0     | 1      | 0             | 0             | 0             | 19    | 15    | 4      |
| 'F.C. Schalke 04' Alemania       | Total club     | Total club     | 17    | 15    | 3      | 2     | 0     | 1      | 0             | 0             | 0             | 19    | 15    | 4      |
| Total carrera                    | Total carrera  | Total carrera  | 401   | 201   | 63     | 26    | 16    | 3      | 0             | 0             | 0             | 427   | 217   | 66     |

### Resumen estadístico
| Competición      | Partidos | Goles | Asistencias | Promedio |
| ---------------- | -------- | ----- | ----------- | -------- |
| Primera división | 45       | 10    | 2           | 0,22     |
| Segunda división | 220      | 118   | 39          | 0,53     |
| Tercera división | 8        | 1     | 1           | 0,12     |
| Cuarta división  | 52       | 20    | 13          | 0,38     |
| Quinta división  | 21       | 12    | 0           | 0,57     |
| Copas nacionales | 21       | 15    | 2           | 0,71     |
| Total            | 367      | 176   | 57          | 0,47     |

## Palmarés

### Campeonatos nacionales
| Título        | Club          | País     | Año     |
| ------------- | ------------- | -------- | ------- |
| 2. Bundesliga | F. C. Colonia | Alemania | 2018-19 |

### Distinciones individuales
| Distinción                                      | Año     |
| ----------------------------------------------- | ------- |
| Máximo goleador de la 2. Bundesliga (25 goles). | 2015-16 |
| Mejor jugador de enero del F. C. Colonia.       | 2017    |
| Mejor jugador de septiembre del F. C. Colonia.  | 2017    |
| Máximo goleador de la 2. Bundesliga (25 goles). | 2016-17 |
| Máximo goleador de la 2. Bundesliga (29 goles). | 2018-19 |